# Pascale Robert-Diard
Pascale Robert-Diard est une journaliste et romancière française née en 1961.

## Biographie
Entrée au Monde en 1986, Pascale Robert-Diard a d'abord été journaliste politique. Depuis 2002, elle est chroniqueuse judiciaire, chargée des grandes affaires judiciaires (procès d’assises, scandales politico-financiers) mais aussi du quotidien de la justice : tribunaux correctionnels, chambres civiles, comparutions immédiates.

Elle fait remonter sa vocation à un grand procès suivi alors qu'elle débutait dans le journalisme : 

« J'ai été attirée par cette fonction car j'avais eu l'occasion d'assister au procès de Klaus Barbie quand j'étais stagiaire au Monde et j'en avais été très marquée. »

— Pascale Robert-Diard
Ses chroniques, écrites dans un style littéraire, sont généralement longues et détaillées, faisant une grande place à la psychologie. Elles sont très lues dans le milieu judiciaire,. C'est une spécialiste régulièrement consultée par les médias pour commenter les affaires juridiques en cours, comme ce fut le cas pour l'affaire Nicolas Bonnemaison, un médecin urgentiste accusé d'avoir euthanasié des patients en fin de vie. Pascale Robert-Diard a tenu pendant plusieurs années un blog qui a permis, selon elle, de « sauver la chronique judiciaire du journal Le Monde ». Elle résume son travail en expliquant qu'il s'agit "d'assister à la construction d'une vérité judiciaire", et insiste sur la dimension littéraire de son travail de journaliste. Dans un entretien publié en 2018 par la revue Délibéré, P. Robert-Diard a souligné :
« Je revendique mon travail sur les mots. Je travaille souvent une bonne partie de la nuit, car contrairement aux autres quotidiens, Le Monde « boucle » ses pages le matin. J’ai donc plus de temps pour travailler l’écriture. Et c’est essentiel car je pense que les choses sont tellement complexes, fragiles, graves que ce que je dois aux lecteurs, c’est la précision et la justesse des mots ».
En plus de ses chroniques judiciaires publiées dans Le Monde, elle est l'auteur de plusieurs ouvrages qui naviguent entre la réalité et la fiction. Revenant sur sa démarche, elle explique : « Au départ, je voulais surtout raconter la déflagration du crime sur les autres. Mais, petit à petit, cette dimension littéraire a pris de l’importance. En plus de quinze ans de pratique, mon écriture a changé et je me suis peu à peu affranchie des codes ».

## Distinctions
En 2004, elle obtient le Prix Jean-Luc-Lagardère du journaliste de l'année pour ses comptes rendus du procès Elf.[réf. nécessaire]
En 2018, elle obtient le prix 2018 de la presse quotidienne nationale remis par la Fondation Varenne, pour son reportage sur la justice des tutelles, écrit pour Le Monde,.

## Ouvrages
En 2006, elle publie l'essai Dans le ventre de la justice (Perrin).
En 2015, elle écrit le texte du livre Le Procès Carlton (Le Lombard), illustré par François Boucq. Elle avait suivi l'affaire du Carlton de Lille pour le compte du Monde,.
En 2016, elle publie La Déposition (L'Iconoclaste) qui revient sur l'affaire Agnès Le Roux, également appelée affaire Agnelet. Le livre a été finaliste du prix Femina 2016.
En 2017, elle publie La Part du juge, chronique mordante de la réalité vue du prétoire (Arkhê, préface de Denis Salas).
En 2018, elle publie Jours de crimes (L'Iconoclaste) avec Stéphane Durand-Souffland, chroniqueur judiciaire au Figaro.
En 2021, elle publie Comprenne qui voudra (L'Iconoclaste) avec le journaliste et réalisateur Joseph Beauregard sur l'Affaire Gabrielle Russier.
En 2022, elle publie le roman La Petite Menteuse (L'Iconoclaste). Le roman a été finaliste pour le prix Goncourt et le prix Interallié 2022.